# Казе Фонтаркано (Перуђа)
Казе Фонтаркано је насеље у Италији у округу Перуђа, региону Умбрија.
Према процени из 2011. у насељу је живело 44 становника. Насеље се налази на надморској висини од 529 м.